# Pierre II de Bretagne
Pour les articles homonymes, voir Pierre II.
Pierre II dit le Simple, né le 7 juillet 1418 et mort le 22 septembre 1457 à Nantes, duc de Bretagne de 1450 à 1457, fils de Jean V, duc de Bretagne, et de Jeanne de France.

## Biographie

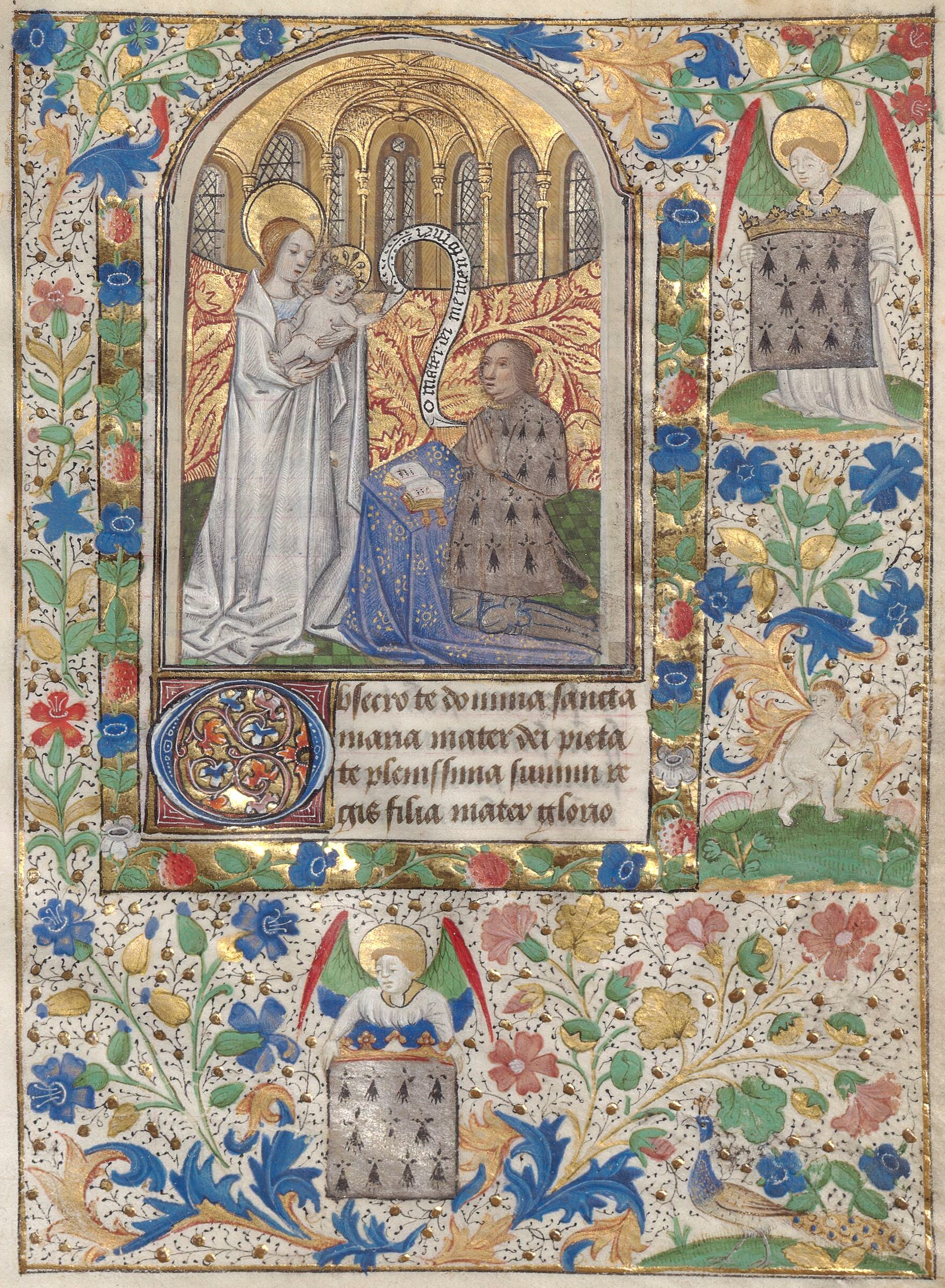
Pierre II de Bretagne en prière devant la Vierge à l'Enfant (livre d'heures de Pierre II de Bretagne)

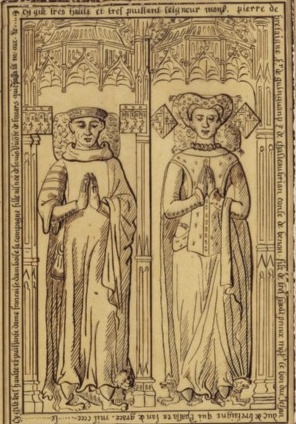
Tombeau de Pierre II et de Françoise d'Amboise

### Comte de Guingamp
Nommé comte de Guingamp par son père, il combat contre les Anglais en Normandie en 1449 et en 1450 avec son frère le duc François Ier de Bretagne, et son oncle le connétable de Richemont et prend plusieurs villes, parmi lesquelles Coutances, Saint-Lô et dans les marches bretonnes Fougères.

### Règne
Pierre II devient duc, à la mort de François Ier. Celui-ci n'ayant pas de fils, suivant les dispositions du premier traité de Guérande (1365) qui exclut ses filles de la succession, il désigne son frère Pierre de préférence à Marguerite et Marie, pour lui succéder par une déclaration du 16 juillet 1450. Le nouveau duc rend l'Hommage féodal au roi de France le 3 novembre 1450 à Montbazon près de Tours. 
Sous l'influence de son oncle Arthur connétable de Richemont, Pierre II fait poursuivre les assassins de son autre frère, Gilles. L'exécutant Olivier de Méel est jugé par les États de Bretagne réunis à Vannes le 24 mai 1451 et il est décapité le 8 juin suivant. Ses acolytes sont suppliciés par la sénéchaussée de la ville. Quant à l'instigateur du meurtre Arthur de Montauban il réussit à s'échapper et à se cacher dans le couvent de l'ordre des Célestins de Paris où il demeure jusqu'au règne de Louis XI de France.   
C'est sous le règne de Pierre II qu'est formalisée l'invention de l'institution des « Neuf anciennes baronnies de Bretagne » censées faire le pendant aux neuf évêchés de Bretagne. Lors des États de 1451, il est donc ainsi procédé à la création de trois nouvelles baronnies en faveur de :
- Jean de Derval le 19 mai ;
- Jean IV Raguenel, baron de Malestroit le 22 mai ;
- Tristan du Perrier, baron de Quintin le 23 mai.

Ces créations complètent les quatre baronnies contrôlées par la maison de Laval (Vitré, Châteaubriant, Retz et la Roche-Bernard) ainsi que celles d'Ancenis détenue par le sire de Rieux et de Léon par la Maison de Rohan
En 1453, le duc Pierre II envoie une troupe de 1 500 chevaliers en Guyenne sous le commandement nominal de son cousin germain François comte d'Étampes et la direction effective des sires de Montauban et de la Hunaudaie qui participent à la bataille de Castillon et à l'expulsion définitive des Anglais de France. Le duc doit ensuite arbitrer le conflit de préséance qui oppose Perrine du Feu abbesse de Saint-Georges de Rennes à l'abbé de Saint-Melaine soutenu par l'évêque de Rennes. Malgré une bulle du pape Nicolas V du 7 novembre 1453 condamnant les prétentions de l'abbesse, Pierre II doit intervenir par ordonnance lors de l'intronisation du nouvel évêque de Rennes Jacques d'Espinay le 10 avril 1454 et contraindre l'abbesse récalcitrante.

### Préparation de sa succession
En 1455, il devient évident que Pierre II et son épouse, la bienheureuse Françoise d'Amboise, ne peuvent avoir de descendance. Avec les problèmes de santé de Pierre II, se pose la question de sa succession car son oncle et successeur désigné le connétable Arthur de Richemont âgé de 62 ans est lui-même sans enfant - hormis une fille légitimée qui ne peut prétendre à sa succession - après trois mariages.
Pour éviter d'éventuelles contestations ultérieures, le duc décide de marier sa nièce, Marguerite de Bretagne, fille ainée de son frère ainé François Ier, à son cousin, François de Bretagne, comte d'Étampes, et second dans l'ordre de succession agnatique. Pour sceller cette union, le duc convoque les États de Bretagne à Vannes, lesquels s’y réunissent le jeudi 13 novembre 1455, dans la salle haute de la Cohue. S’y rassemblent les principaux seigneurs bretons, ainsi que les évêques, les abbés et les représentants des villes. Tous approuvent l’union matrimoniale voulue par Pierre II.  Les noces débutent le 16 novembre par une grande messe en la cathédrale Saint-Pierre de Vannes, présidée par l’évêque de Nantes, Guillaume de Malestroit. S'ensuivent des banquets et des danses au château de l’Hermine, les joutes animent la place des Lices.

« Au disner, le duc mena la dame nouvelle espousée en la salle de l’Hermine, où elle prit place au milieu du dais… Le duc disna dans la chambre à parer avec les principaux seigneurs… Le duc avait le marié près de lui, sous son dais… Après le disner, environ quatre heures commencèrent les danses aux haults menestriers. Le duc mena Madame de Malestroit, Monsieur de Laval mena la duchesse, les autres seigneurs les autres dames, et continuèrent les danses jusqu’à la nuit… Le lendemain commencèrent les joutes, qui durèrent quatre jours ; et après que les seigneurs les eurent passé en grande joie, festes et esbatemens, ils quittèrent Vennes. »

— Pierre Le Baud

### Dernières années
L'année 1455 est également marquée par la visite du duc Pierre II de Bretagne à la cour du roi de France. Pierre II répond à une invitation de Charles VII et part de Redon à la mi-juillet 1455 il est reçu à Mehun-sur-Yèvre avec amitiés et magnificence avant d'atteindre Tours. Il est de retour à Redon le 20 septembre 1455. Cette même année voit également l'accomplissement d'un grand projet de Pierre II, la canonisation de Vincent Ferrier, pour laquelle une enquête canonique avait été engagée par le pape Nicolas V le 18 octobre 1451. C'est finalement Calixte III, le successeur du pontife lui aussi originaire de Valence, qui adresse au duc la bulle solennelle du 14 juillet 1455 qui notifie la canonisation du prédicateur. Les premières cérémonies en son honneur interviennent en Bretagne le 4 avril 1456 devant le tombeau du nouveau saint à Vannes en présence du cardinal Alain IV de Coëtivy, évêque de Dol. Ce même cardinal de Coëtivy obtint en 1455 une bulle de Calixte III confirmant la création d'une église nationale des Bretons à Rome : l'Église Saint-Yves-des-Bretons.     
Le règne relativement court de ce duc n'a pas marqué l'histoire. Ses contemporains ont décrit Pierre II « le Simple » , bien conseillé par sa femme, mais peu fait pour la fonction ducale, lourd d'esprit comme de corps, sujet à des sautes d'humeur et timide. À sa mort, son oncle sexagénaire Arthur de Richemont lui succède sous le nom d'Arthur III.
Pierre II s'était fait édifier de son vivant, alors qu'il était encore seulement comte de Guingamp, un tombeau sculpté dans la collégiale Notre-Dame de Nantes, disparu à la Révolution, et dans son testament du 5 septembre 1457 il confirme sa volonté d'y être inhumé. En 1803, au moment de la démolition de cette église, l'ingénieur Pierre Fournier a constaté qu'à l'ouverture de son tombeau, lui et ses ouvriers n'ont découvert à l'intérieur qu'un mannequin. Pierre II est-il mort le 22 septembre 1457 ou a-t-il organisé le simulacre de sa mort pour fuir ? On ne le saura probablement jamais.

### Union
Il épouse en juin 1441 Françoise (1427-1485), fille de Louis d'Amboise, vicomte de Thouars et prince de Talmont, à qui l'église accorde la qualité de « bienheureuse ». Mais il n'y a pas d'enfant de ce mariage.

## Galerie

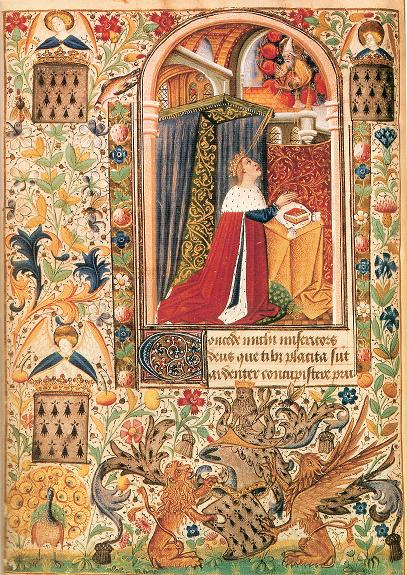
Pierre II en prière (livre d'heures de Pierre II de Bretagne)
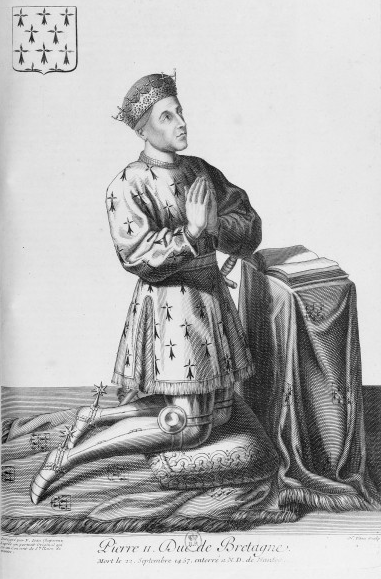
Pierre II en prière
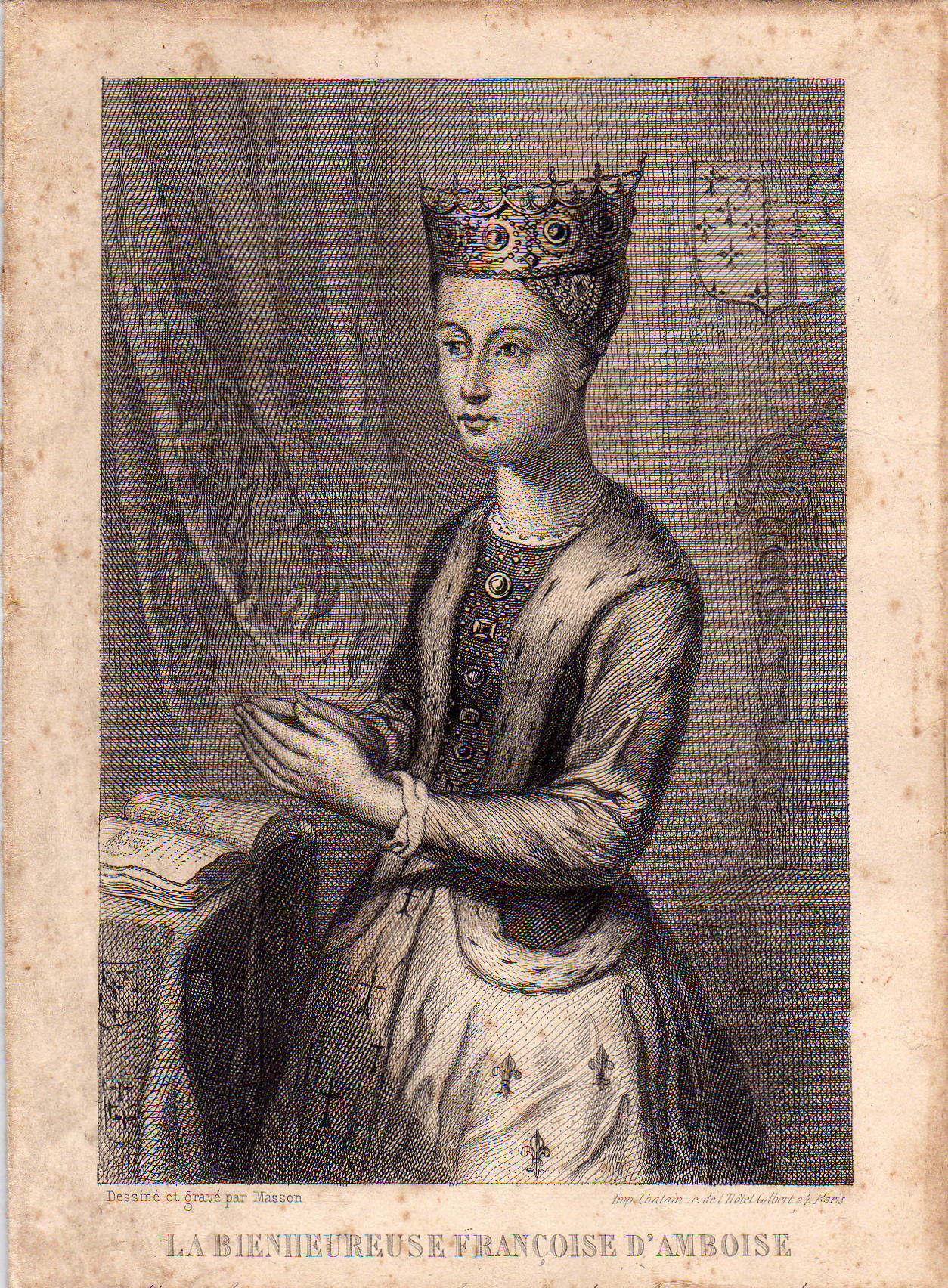
Françoise d'Amboise, son épouse
Blason de Pierre II en tant que Comte de Guingamp
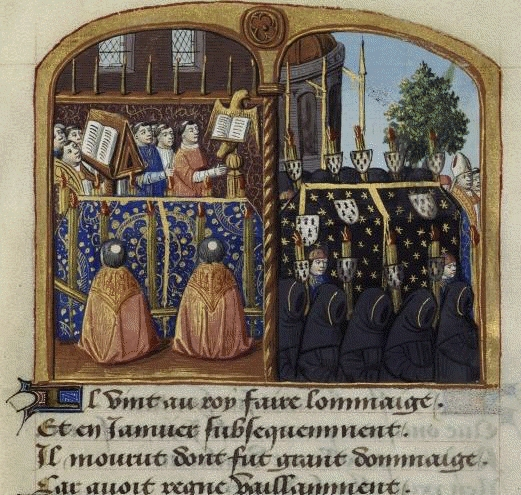
Les funérailles de Pierre II et d'Arthur III, par Martial d'Auvergne, XVe siècle.